# میکروپیا (موزه)
میکروپیا (به انگلیسی: Micropia) موزه‌ای در آمستردام است که برای توزیع اطلاعات در مورد میکروب‌ها بنا شده‌است؛ میکروب‌هایی که با وجود عملکرد ضروری در عملکرد روزانه زندگی انسان، اغلب با بیماری مرتبط هستند. این موزه در تاریخ ۳۰ سپتامبر ۲۰۱۴ افتتاح شد.